# فرودگاه تاکلا لندینگ واتر
فرودگاه تاکلا لندینگ واتر (به انگلیسی: Takla Landing Water Aerodrome) یک فرودگاه همگانی است که یک باند فرود آب دارد. این فرودگاه در کشور کانادا قرار دارد و در ارتفاع ۶۸۹ متری از سطح دریا واقع شده است.